# Santiago Xanica
Santiago Xanica è un comune del Messico, situato nello stato di Oaxaca.